# Skakovci
Skakovci (mađarski: Szécsényfa, prekomurski: Skokovci, njemački: Karlsdorf) naselje u slovenskoj Općini Cankova. Skakovci se nalazi u pokrajini Prekmurju i statističkoj regiji Pomurju. 

## Stanovništvo
Prema popisu stanovništva iz 2002. godine naselje je imalo 217 stanovnika.